# Mosquée de Fehrat-pacha
La mosquée de Ferhat-pacha (en bosnien : Ferhat-pašina džamija ; en turc : Ferhat Paşa Camii), plus généralement connue sous le nom de Ferhadija, est une mosquée située au centre de Banja Luka, l'actuelle capitale de la république serbe de Bosnie en Bosnie-Herzégovine. Construite en 1579, elle est inscrite sur la liste des monuments nationaux de Bosnie-Herzégovine.
Détruite par les forces serbes en 1993 lors de la guerre de Bosnie-Herzégovine, elle a ensuite été reconstruite. Avant sa destruction, elle était considérée comme l'une des réalisations ottomanes les plus achevées en Bosnie-Herzégovine et comme un chef-d'œuvre de l'architecture islamique.

## Localisation
La mosquée de Ferhat-pacha est le centre de la čaršija (ancien quartier ottoman) de Banja Luka. Elle est située à proximité de la forteresse Kastel, entre la rivière Vrbas et son affluent la Crkvena, dans le quartier de Donji Šeher.

## Histoire

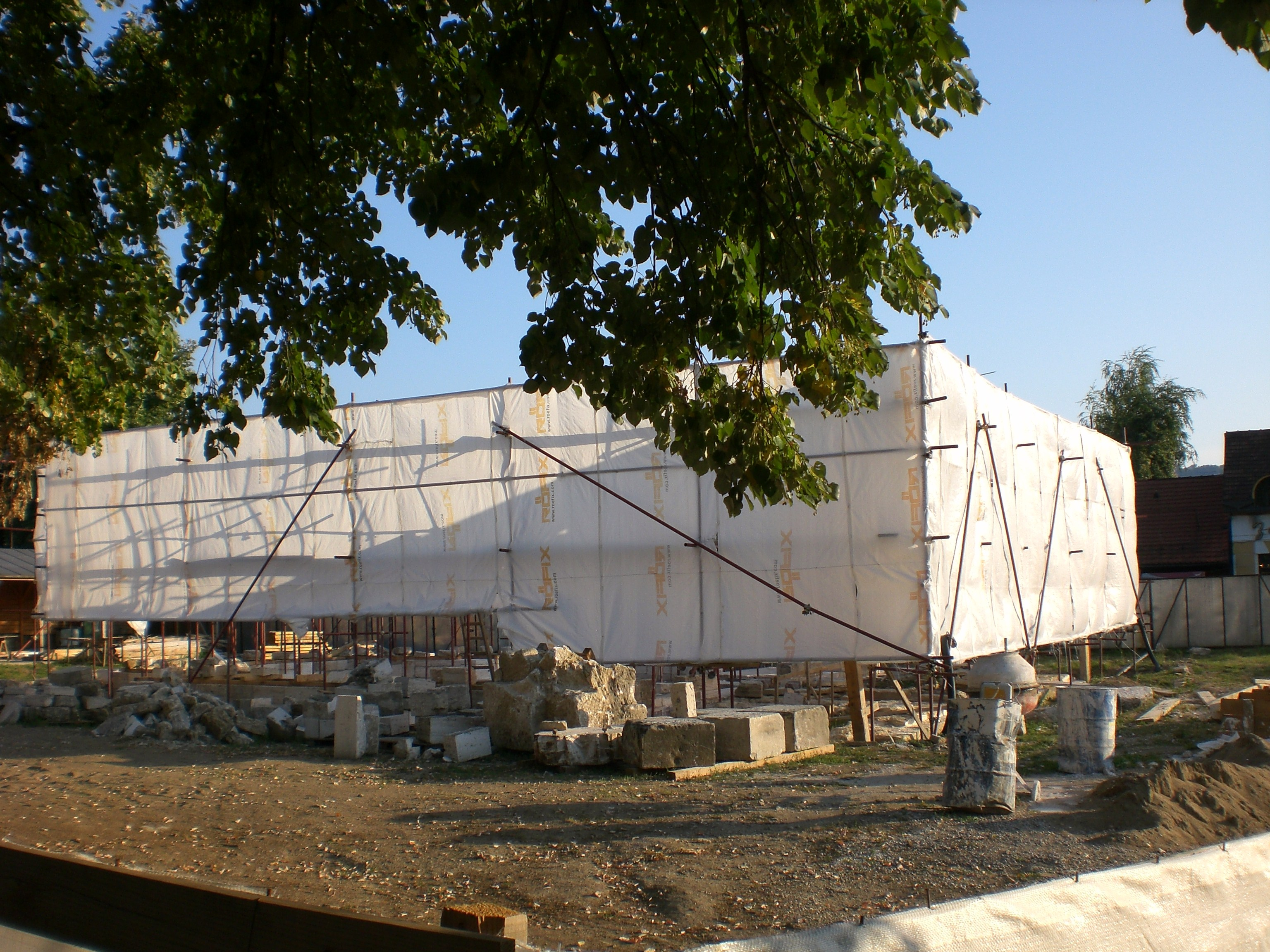
La reconstruction de la mosquée, en 2007.

La construction de la mosquée s'inscrit dans les changements géopolitiques qu'a connus la Bosnie au début du XVIe siècle, notamment la conquête de la région de Banja Luka par les Ottomans. L'une des familles les plus influentes de cette époque était celle des Sokolović, dont le membre le plus connu fut Mehmed–pacha qui fut grand vizir. À Banja Luka, Ferhat-pacha Sokolović joua un rôle prépondérant. Nommé bey du pachalik de Bosnie en 1574, il fit construire 216 édifices dans la ville entre 1579 et 1587. La mosquée Ferhadija, ainsi nommée en son honneur, fut construite en 1579, sans doute par un élève de l'architecte Mimar Sinan, le créateur du style classique ottoman,.
Au cours de la guerre de Bosnie-Herzégovine, la mosquée fut entièrement détruite. Le 6 mai 1993, le bâtiment de la mosquée fut miné et les 7 et 8 mai, les décombres furent emportés. En septembre de la même année, le cimetière entourant la mosquée fut à son tour détruit et, en décembre, la tour de l'horloge (sahat-kula) subit le même sort,. Le 7 mai 2016 la mosquée a été inaugurée à la fin des travaux de reconstruction.

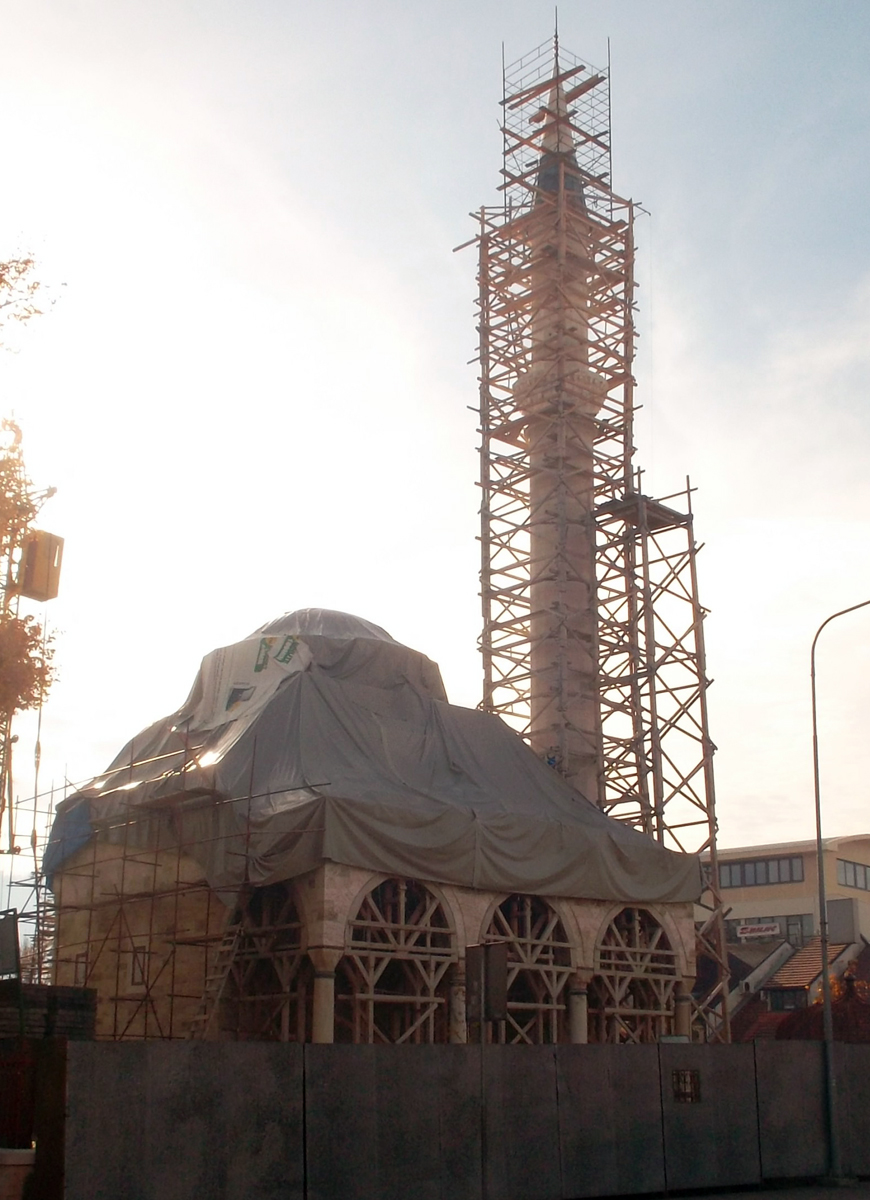
La reconstruction de la mosquée, en 2012.

## Description

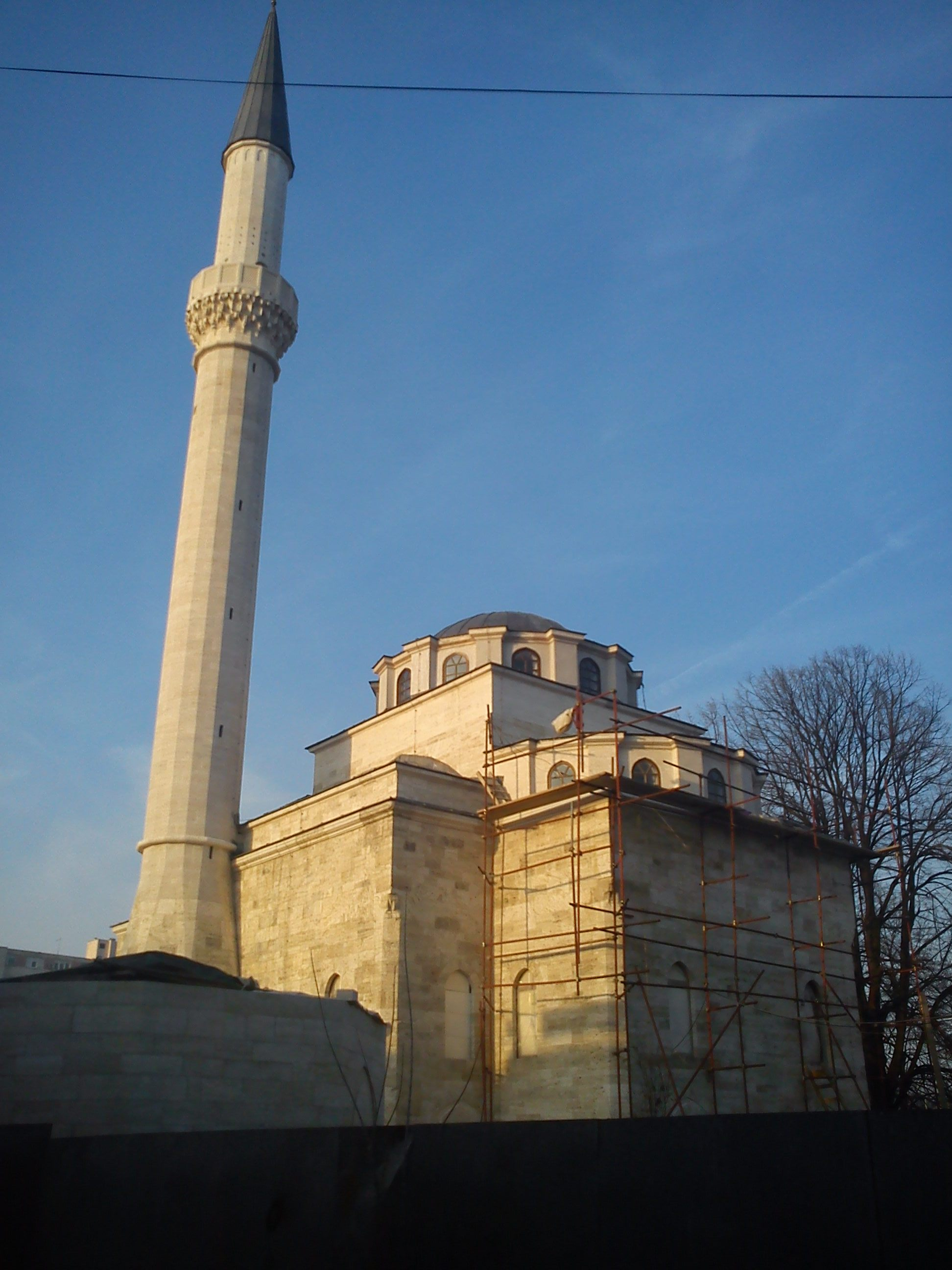
Autre vue de la mosquée.

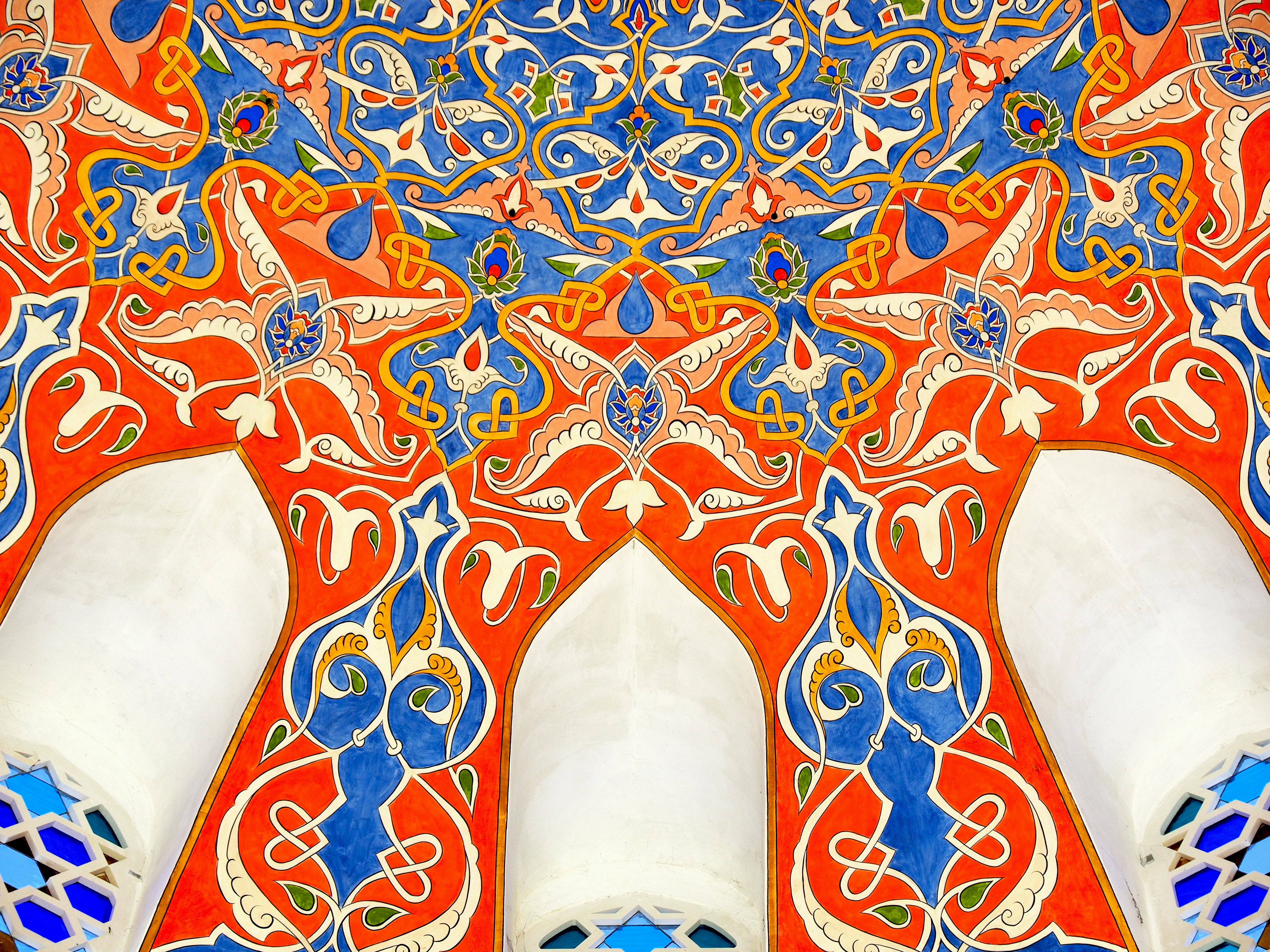
Le dôme et ses arabesques.

La mosquée de Ferhat-pacha forme un ensemble architectural composé de plusieurs éléments. Outre la mosquée elle-même et sa cour, il est composé d'un cimetière, d'une fontaine, de trois turbes (mausolées) et d'un mur d'enceinte avec un portail d'entrée.
À l'origine, l'ensemble était entouré d'un mur avec auvent, remplacé en 1884 par un mur en maçonnerie avec des grilles en fer forgé. Au centre de la cour se trouvait un šadrvan (shaderwan), une fontaine destinée aux ablutions des fidèles qui devaient se purifier avant la prière ; cette construction en pierre disposait de douze sources d'eau. La mosquée elle-même, différente en cela d'autres édifices religieux du XVIe siècle, était surmontée de plusieurs dômes ; elle mesurait 14,47 m sur 18,33 m, avec des murs de 120 cm d'épaisseur. Le minaret possédait son entrée particulière et s'élevait à une hauteur de 42,70.
Le long de la mosquée s'élevaient trois turbes ou mausolées. Le turbe de Ferhat-pacha, construit avant 1590, abritait la sépulture de Ferhat-pacha Sokolović, mort en 1590 à Buda ; de forme octogonale, il était surmonté d'un dôme, dans le style des turbes monumentaux du XVIe siècle. Le turbe de Ferhad-pacha bajraktars s'inspirait du précédent mais était construit dans un matériau moins noble. Le troisième turbe était celui de Safi-kaduna, le grand-père de Ferhat-pacha ; de plan octogonal lui aussi, son toit était constitué d'une structure pyramidale en bois recouverte de simples tuiles ; il datait peut-être de la fin du XVIIe siècle ou du début du XVIIIe siècle.